# جاكلين بيرس
جاكلين بيرس (بالإنجليزية: Jacqueline Pearce)‏‏ (20 ديسمبر 1943 - 3 سبتمبر 2018) هي ممثلة سينما وتلفزيون بريطانية، لعبت أدورًا في الرعب والكوميديا.

## روابط خارجية
- جاكلين بيرس على موقع IMDb (الإنجليزية)
- جاكلين بيرس على موقع روتن توميتوز (الإنجليزية)
- جاكلين بيرس على موقع ألو سيني (الفرنسية)
- جاكلين بيرس على موقع ميوزك برينز (الإنجليزية)
- جاكلين بيرس على موقع أول موفي (الإنجليزية)
- جاكلين بيرس على موقع قاعدة بيانات الأفلام السويدية (السويدية)
- جاكلين بيرس على موقع قاعدة بيانات الفيلم (الإنجليزية)
- جاكلين بيرس على موقع كينوبويسك (الروسية)